# Thorectes hernandezi
Thorectes hernandezi är en skalbaggsart som beskrevs av Lopez-colon 1988. Thorectes hernandezi ingår i släktet Thorectes och familjen tordyvlar. Inga underarter finns listade i Catalogue of Life.